# 練馬駅

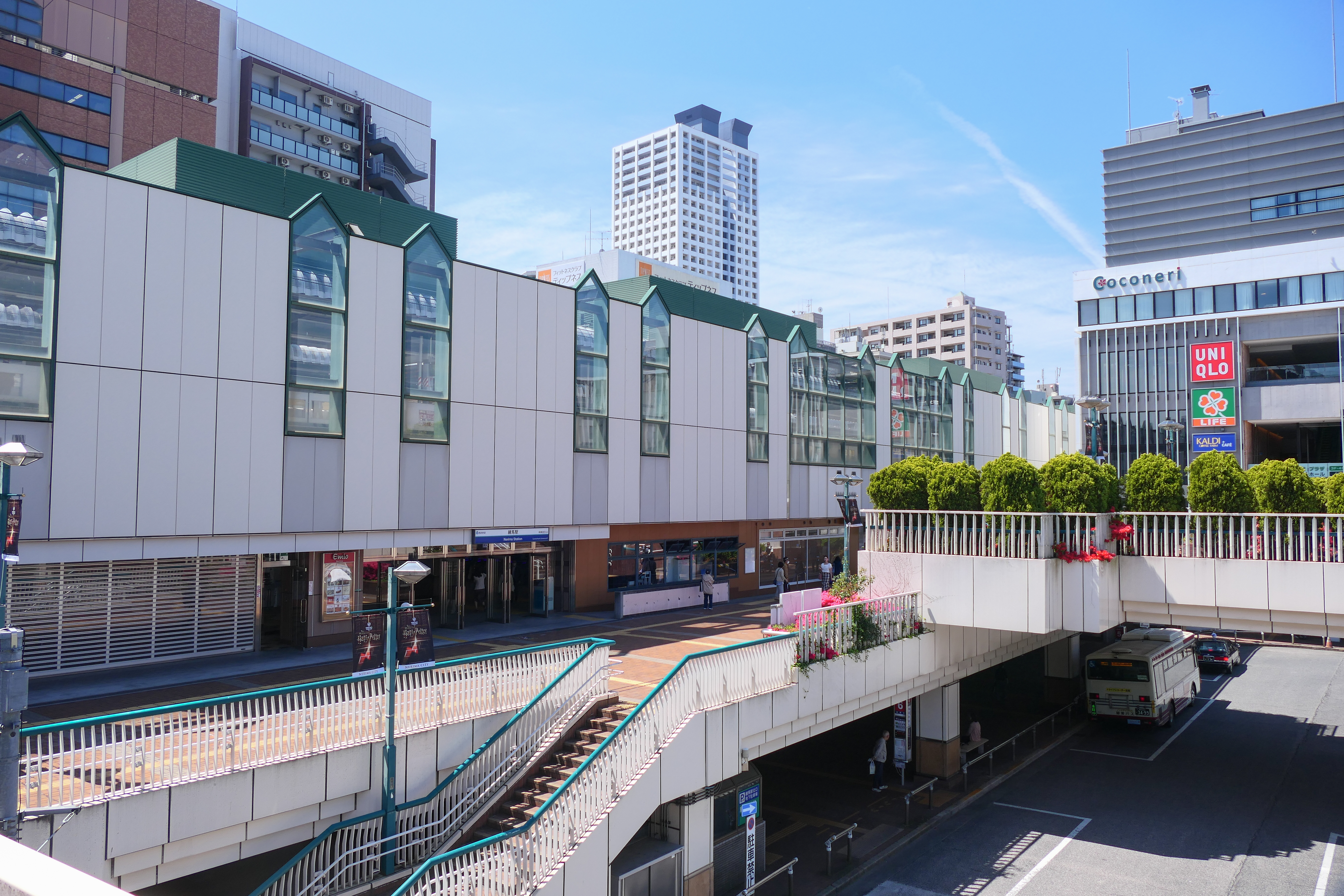
北口（2023年4月）

練馬駅（ねりまえき）は、東京都練馬区にある、西武鉄道・東京都交通局（都営地下鉄）の駅。
西武鉄道の駅は練馬一丁目に、都営地下鉄の駅は豊玉北五丁目に、それぞれ所在する。

## 乗り入れ路線
西武鉄道の池袋線・豊島線・西武有楽町線と、東京都交通局の都営地下鉄大江戸線が乗り入れている。
- 西武鉄道： 池袋線・豊島線・西武有楽町線 - 駅番号「SI06」
- 東京都交通局： 大江戸線 - 駅番号「E 35」

西武鉄道の駅については、豊島線と西武有楽町線の起点となっているが、豊島線は池袋線池袋方面と、西武有楽町線は池袋線飯能方面と、それぞれ直通運転を行っており、4方向の列車が相互に直通し合うジャンクション駅として機能している。また、西武有楽町線の列車は、小竹向原駅経由で東京メトロ有楽町線、および副都心線経由で東急電鉄東横線・横浜高速鉄道みなとみらい線とも直通運転を行っている。西武池袋線の飯能方は、当駅から石神井公園駅まで高架複々線となる。

## 歴史

### 西武鉄道
- 1915年（大正4年）4月15日：武蔵野鉄道武蔵野線の駅として、東京府北豊島郡下練馬村字栗山大門6082番地に開業する。
- 1927年（昭和2年）10月15日：豊島線（現 西武豊島線）が開業する。
- 1945年（昭和20年）9月22日：西武農業鉄道の駅となる。
- 1946年（昭和21年）11月15日：西武鉄道の駅となる。
- 1963年（昭和38年）11月1日：平日の朝夕を除き、準急が通過となる[1]。
- 1964年（昭和39年）：島式ホーム1面2線の構造を、島式ホーム2面4線に変更する[2]。
- 1965年（昭和40年）4月25日：橋上駅舎の供用を開始する[2]。
- 1966年（昭和41年）10月：北口を開設する[2]。
- 1972年（昭和47年）2月5日：貨物営業が廃止され、貨物取扱が無くなる[2]。
- 1988年（昭和63年）：高架化工事着工[3]。
- 1993年（平成5年）12月6日：準急が終日停車となる[4]（従来は、平日通勤時間帯に運転されていた池袋行と1988年（昭和63年）まで通勤時間帯に運転されていた豊島園行のみの停車となっていた）。
- 1994年（平成6年）
  - 10月8日：下り線高架化[5]。
  - 12月6日：西武有楽町線当駅・新桜台駅間が単線暫定開業[6]。小竹向原駅経由で帝都高速度交通営団有楽町線と相互直通運転を開始する。
- 1997年（平成9年）8月2日：上り線高架化[7][8]。
- 1998年（平成10年）3月26日：西武有楽町線当駅・新桜台駅間が複線での供用を開始し、池袋線との直通運転を開始する。
- 2000年（平成12年）
  - 3月24日：都営12号線との地下連絡通路を供用開始[9]。
  - 12月14日：駅高架下の商業施設が開業し、同時に西口を開設する[10]。
- 2001年（平成13年）12月15日：池袋線の快速が新たに当駅に停車となる[11]。
- 2003年（平成15年）3月12日：当駅から隣の中村橋駅までの区間が複々線化される。この時点では当駅から練馬高野台駅までが複々線、2012年11月18日には練馬高野台 - 石神井公園間も複々線化される。
- 2007年（平成19年）
  - 7月3日：駅構内に「TOMONY」第1号店が開店する。
  - 8月31日：都営地下鉄地下連絡通路に商業施設「Emio」が開業する。
- 2008年（平成20年）6月14日：池袋線の通勤準急が新たに当駅に停車となる。同日開業の東京地下鉄（東京メトロ）副都心線と西武有楽町線経由で小竹向原駅経由で相互直通運転を開始する。
- 2012年（平成24年）3月2日：定期券発売窓口の営業を終了する[12]（特急券発売業務は継続）。
- 2013年（平成25年）3月16日：東急東横線、みなとみらい線、地下鉄副都心線を経由し飯能駅と元町・中華街駅間の直通運転が開始されたことに伴い、快速急行のうち地下鉄線直通列車(Fライナー)に限り、新たに当駅に停車となる[13]。
- 2020年（令和2年）3月16日：平日地下鉄有楽町線からの下りS-TRAINが、新たに当駅停車となる。

### 配線図

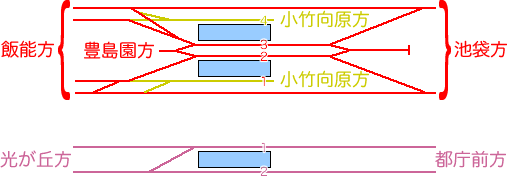
練馬駅配線図。上段は西武線、下段は都営大江戸線。
西武線は高架駅、大江戸線は地下駅である。

### 都営地下鉄
- 1991年（平成3年）12月10日：都営地下鉄12号線の駅として、光が丘駅と当駅間が開業する[14][15]。
- 1997年（平成9年）12月19日：当駅と新宿駅間が延伸開業する[16]。
- 2000年（平成12年）4月20日：都営地下鉄12号線が大江戸線に改称する。
- 2007年（平成19年）8月31日：西武線・大江戸線地下連絡通路に、駅構内商業施設「Emio」が開業する。

## 駅構造

### 西武鉄道
島式ホーム2面6線を有する高架駅。上下とも最も外側の1線ずつは池袋線の通過線である（配線図参照）。なお、桜台寄りには引き上げ線があるが、有効長は4両編成分のみであり、使用頻度は少ない。
各ホームと改札口、改札口と地上との間にはエレベーターとエスカレーターが設置されている。
2006年11月、両ホームに待合室が設置された。
トイレは2階改札内にある。「だれでもトイレ」が併設されているほか、男女各トイレに1室ずつ車椅子での使用に対応した個室がある。
管区長・駅長配置駅であり、「練馬駅管区」として、江古田駅 - 富士見台駅間の各駅と豊島園駅、新桜台駅を管理している。

#### のりば
| ホーム | 路線           | 方向 | 行先                           | 備考                                                                           |
| ------ | -------------- | ---- | ------------------------------ | ------------------------------------------------------------------------------ |
| 1      | 池袋線         | 下り | 所沢・飯能方面                 | 地下鉄線 新木場・横浜・渋谷・新桜台方面から                                    |
| 2      | 池袋線・豊島線 | 下り | 所沢・飯能方面 / 豊島園方面    | 池袋線 池袋方面から                                                            |
| 3      | 池袋線         | 上り | 桜台・池袋方面                 |                                                                                |
| 4      | 西武有楽町線   | -    | 新桜台・新木場・渋谷・横浜方面 | 東京メトロ有楽町線直通・副都心線経由東急東横線・横浜高速鉄道みなとみらい線直通 |

（出典：西武鉄道:駅構内図）
- 西武有楽町線については、当駅到着時の自動放送では「西武有楽町線」とは案内されず、直通先の「地下鉄有楽町線・副都心線」と案内される。
- 特急「ちちぶ」「むさし」の定期列車は全列車が当駅を通過するが、巾着田曼珠沙華・秩父芝桜開花時には一部列車が臨時停車するほか、西武ドームで「国際バラとガーデニングショウ」が開催される時に運転される臨時列車「ドーム（ローズエクスプレス）」は当駅に停車する。ただし、当駅と池袋・所沢の間の利用はできない。特急券は定期列車を含めて当駅で発売している。なお近年は当駅を通過している。
- 快速急行は地下鉄線直通のみ停車し、西武線池袋駅発着列車は急行・通勤急行とともに全列車通過する。したがって、当駅に停車する飯能方面行き快速急行は、1番線のみの発着となる。なお、2020年3月14日の改正で、西武線池袋駅始発の快速急行の設定がなくなったため、下りの快速急行は全列車が当駅に停車することとなった。2022年3月12日改正で、当駅を通過する池袋駅行きの快速急行は平日朝1本のみとなった。
- 高架化以前[注釈 3]は島式ホーム2面4線の形態であり、豊島線には2・4番ホームからのみ出入りが可能だった。優等列車の待避は比較的少なく、1980年代前半に下り線の配線変更が行われている。
- 高架化工事中は2面3線の形態で、1番ホームが欠番となっていた。豊島線は池袋線池袋方面ホームの反対側にホームがあり、区間運転を行っていた。この時は池袋直通を中止していた。
- 2012年5月に、全番線で案内表示器が更新され、また改札口コンコースに液晶ディスプレイが設置された。
- 8両編成の列車は、ホームの中ほど付近に停車する。（※前後1両ずつ停車しない）
- 豊島線当駅始発豊島園駅行きの1番列車は、3番ホームから発車する。この列車のために、3番ホームの豊島園側にも出発信号機が設置されている。
- 有料座席指定列車「S-TRAIN」は、平日ダイヤの下り（所沢方面行き）のみ降車専用駅として停車する[18]。これ以外の列車も、当駅で保安装置をATS⇔ATCへ切り替える関係で運転停車するが、ドアは開かず乗降できない[19]。

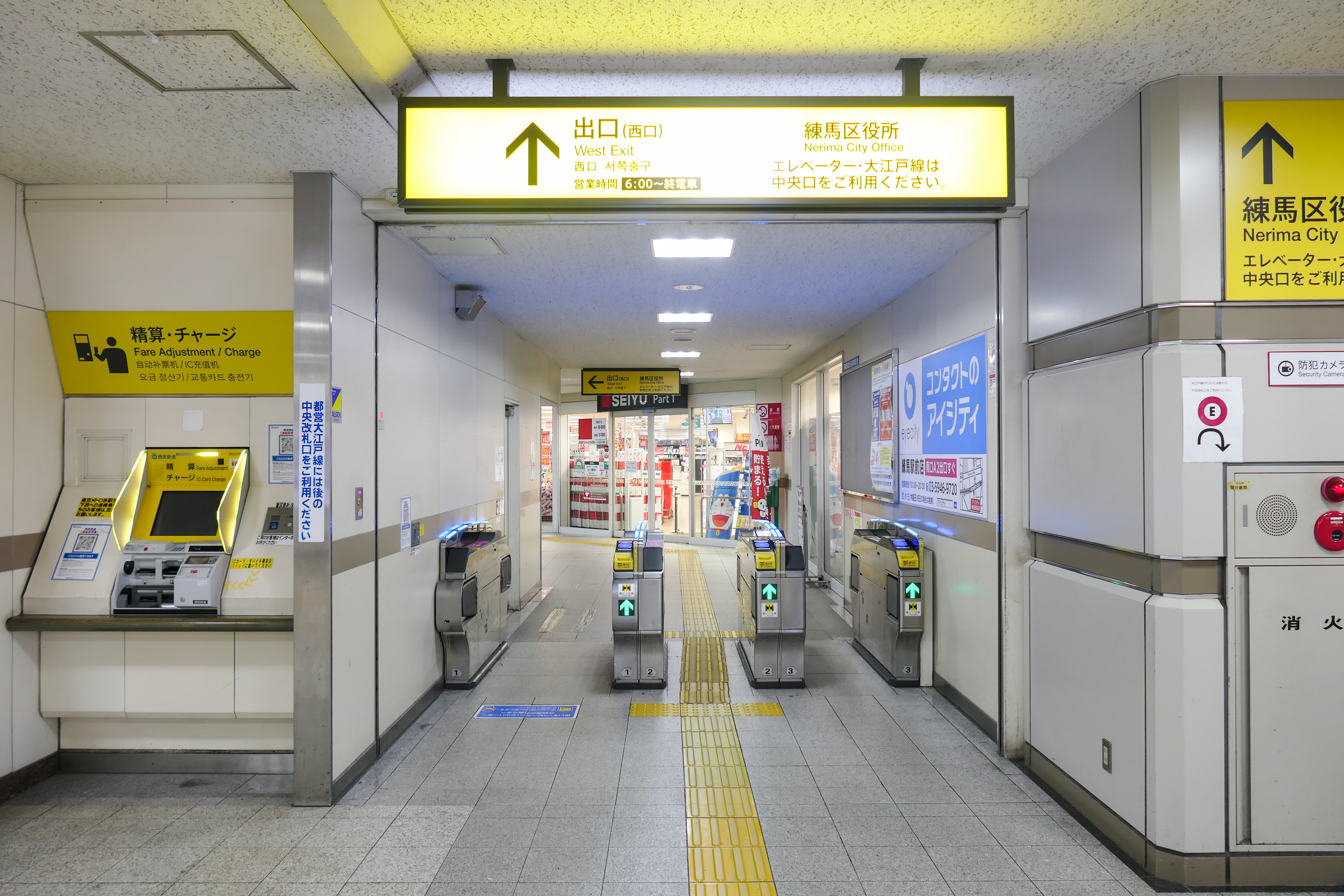
西口改札（2023年4月）
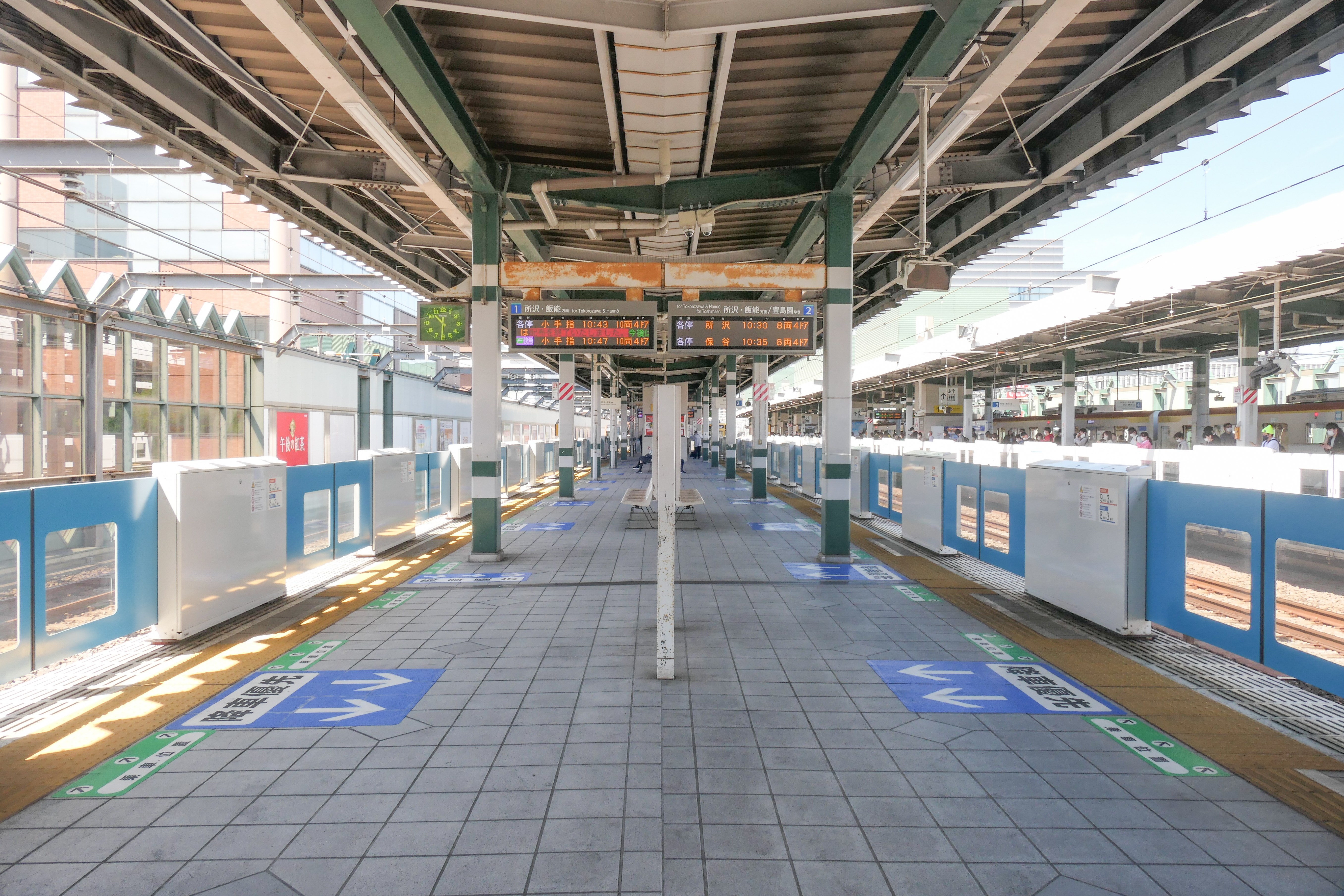
1・2番ホーム（2023年4月）
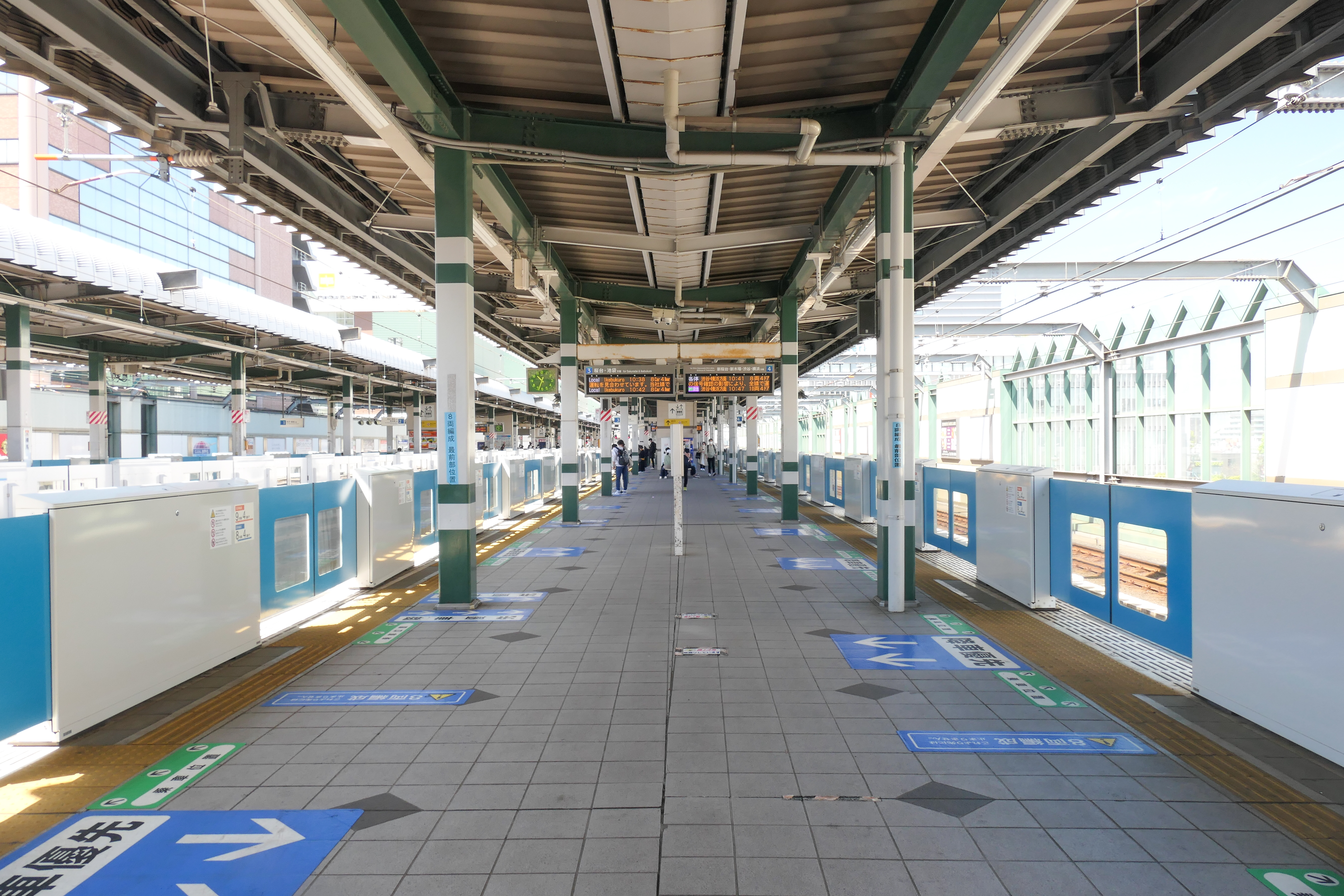
3・4番ホーム（2023年4月）

#### 駅構内施設
構内店舗の詳細は西武プロパティーズ公式サイト「練馬駅の店舗情報」を参照。
- 改札階
  - TOMONY（第1号店[注釈 4]）
- 地下連絡通路
  - Emio練馬 - 練馬区観光案内所など。

### 東京都交通局
島式ホーム1面2線を有する地下駅である。
ホームと改札口、改札口とA2出入口との間にはエレベーターが設置されている。またホームと改札口、改札口とA1出入口・西武線連絡口との間にはエスカレーターが設置されている。
トイレは地下1階改札口内にある。「だれでもトイレ」も設置されている。
都庁前駅務管区練馬駅務区として、光が丘駅 - 東中野駅間の各駅を管理している。

#### のりば
| 番線 | 路線         | 行先             |
| ---- | ------------ | ---------------- |
| 1    | 都営大江戸線 | 六本木・大門方面 |
| 2    | 都営大江戸線 | 光が丘方面       |

（出典：都営地下鉄:駅構内図）
- ホームの柱に掲げている乗り換え案内の「西武有楽町線」の下部には、「東京メトロ線連絡乗車券では乗り換えできません」という注意書きが掲出されている。
- 豊島園方に非常用の片渡り線が設けられている。1991年の当駅 - 光が丘間開業から1997年の新宿延伸までは1番線のみを使用し[22]、この片渡り線を使って折り返していた。当時2番線は未使用だったため、方面標識と駅名標の下部に「このホームには電車が来ません」という注意書きが掲出されていた。

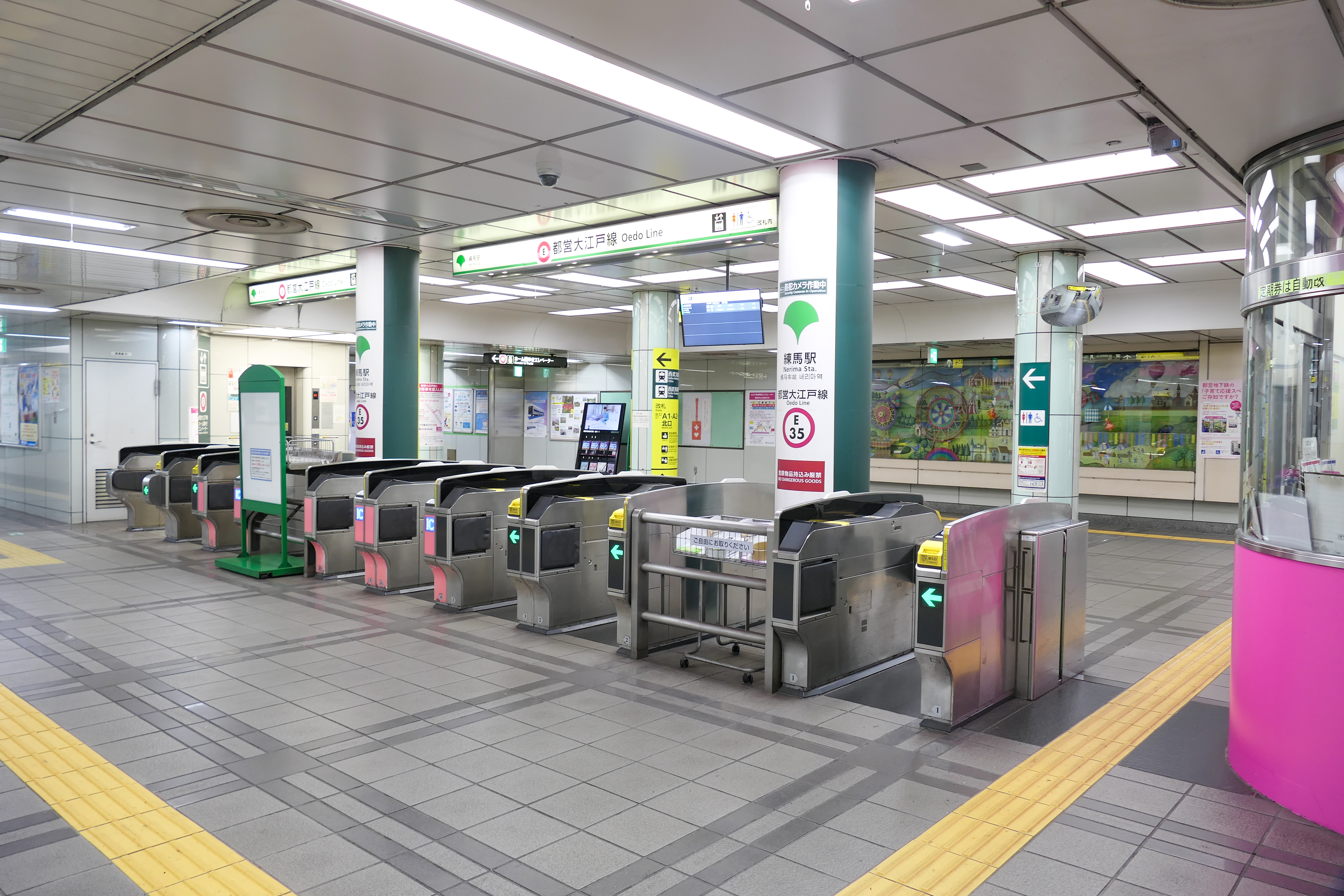
改札口（2023年4月）
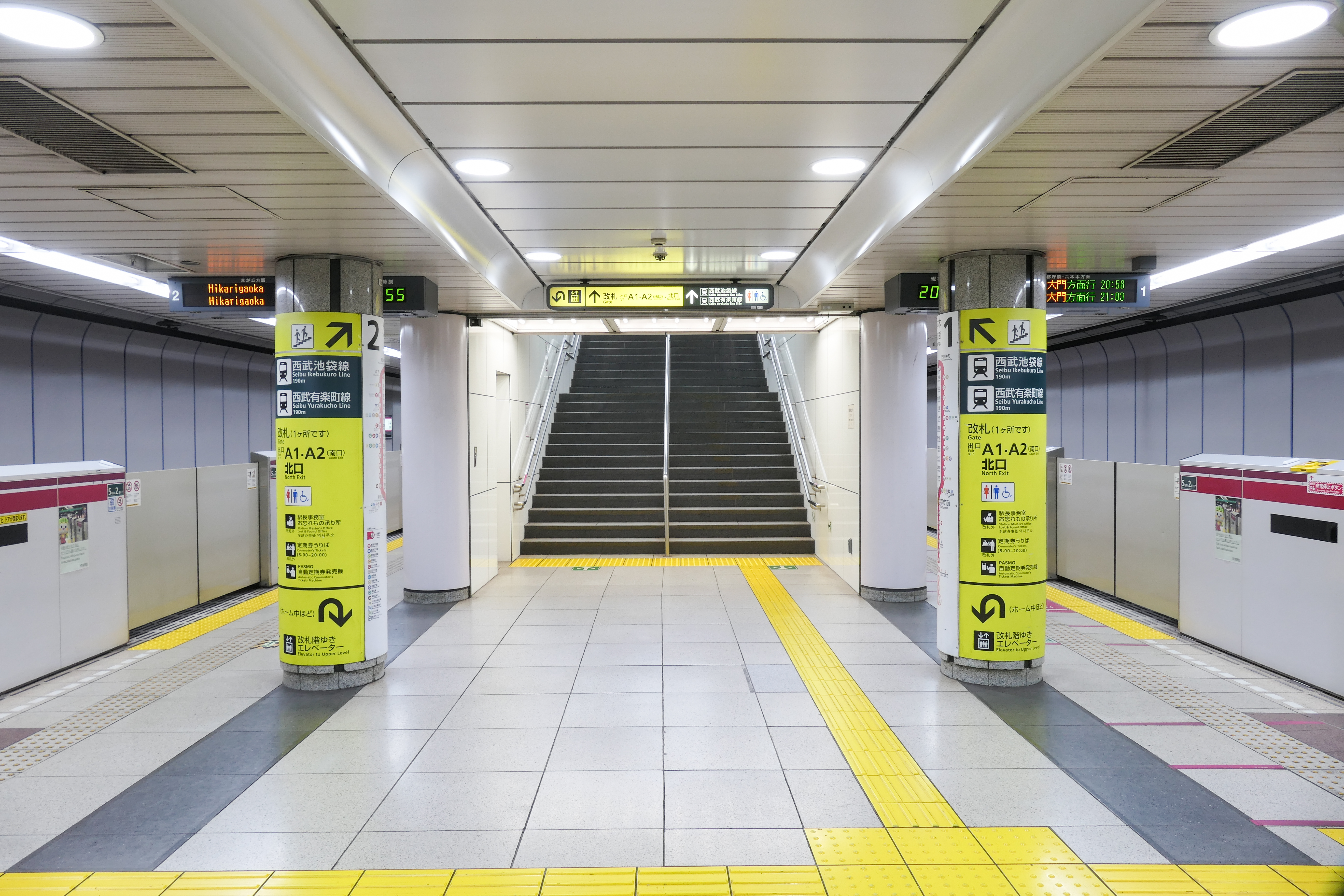
ホーム（2023年3月）

#### 駅構内施設
- 売店（メルシー、Tomoni)
- 神戸屋
- 西友スーパー
- モスバーガー

## 利用状況
- 西武鉄道 - 2024年度の1日平均乗降人員は121,493人である[西武 1]。
西武鉄道全92駅の中では池袋駅、高田馬場駅、西武新宿駅、小竹向原駅に次いで第5位。
- 都営地下鉄 - 2023年度の1日平均乗降人員は74,420人（乗車人員：37,341人、降車人員：37,079人）である[都交 1]。
大江戸線では新宿駅、大門駅、勝どき駅、六本木駅、門前仲町駅に次ぐ第6位。

### 年度別1日平均乗降人員
各年度の1日平均乗降人員数は下表の通りである。
| 年度               | 西武鉄道         | 西武鉄道 | 都営地下鉄       | 都営地下鉄 |
| 年度               | 1日平均 乗降人員 | 増加率   | 1日平均 乗降人員 | 増加率     |
| ------------------ | ---------------- | -------- | ---------------- | ---------- |
| 1997年（平成09年） | 74,713           |          |                  |            |
| 1998年（平成10年） | 70,201           | −6.0%    |                  |            |
| 1999年（平成11年） | 68,985           | −1.7%    |                  |            |
| 2000年（平成12年） | 70,403           | 2.1%     | 44,879           |            |
| 2001年（平成13年） | 75,928           | 7.8%     | 56,456           | 25.8%      |
| 2002年（平成14年） | 77,906           | 2.6%     | 59,812           | 5.9%       |
| 2003年（平成15年） | 81,734           | 4.9%     | 63,736           | 6.6%       |
| 2004年（平成16年） | 83,638           | 2.3%     | 65,401           | 2.6%       |
| 2005年（平成17年） | 85,908           | 2.7%     | 67,318           | 2.9%       |
| 2006年（平成18年） | 88,728           | 3.3%     | 69,488           | 3.2%       |
| 2007年（平成19年） | 94,653           | 6.7%     | 73,613           | 5.9%       |
| 2008年（平成20年） | 99,013           | 4.6%     | 72,026           | −2.2%      |
| 2009年（平成21年） | 100,760          | 1.8%     | 70,677           | −1.9%      |
| 2010年（平成22年） | 109,231          | 8.4%     | 70,915           | 0.3%       |
| 2011年（平成23年） | 109,306          | 0.1%     | 69,631           | −1.8%      |
| 2012年（平成24年） | 113,851          | 4.2%     | 71,848           | 3.2%       |
| 2013年（平成25年） | 118,601          | 4.2%     | 73,396           | 2.2%       |
| 2014年（平成26年） | 121,472          | 2.4%     | 74,506           | 1.5%       |
| 2015年（平成27年） | 125,478          | 3.3%     | 76,875           | 3.2%       |
| 2016年（平成28年） | 127,818          | 1.9%     | 78,525           | 2.1%       |
| 2017年（平成29年） | 130,934          | 2.4%     | 80,302           | 2.3%       |
| 2018年（平成30年） | 132,938          | 1.5%     | 81,459           | 1.4%       |
| 2019年（令和元年） | 133,700          | 0.6%     | 82,576           | 1.4%       |
| 2020年（令和02年） | 096,962          | −27.5%   | 62,604           | −24.2%     |
| 2021年（令和03年） | 101,327          | 4.5%     | 64,586           | 3.2%       |
| 2022年（令和04年） | 110,966          | 9.5%     | 69,511           | 7.6%       |
| 2023年（令和05年） | 116,257          | 4.8%     | 74,420           | 7.1%       |
| 2024年（令和06年） | 121,493          | 4.5%     |                  |            |

### 年度別1日平均乗車人員（1910年代 - 1930年代）
各年度の1日平均乗車人員数は下表の通りである。
| 年度               | 武蔵野鉄道 | 出典              |
| ------------------ | ---------- | ----------------- |
| 1915年（大正04年） | [ 備考 1 ] |                   |
| 1916年（大正05年） | 93         | [ 東京府統計 1 ]  |
| 1919年（大正08年） | 178        | [ 東京府統計 2 ]  |
| 1920年（大正09年） | 254        | [ 東京府統計 3 ]  |
| 1922年（大正11年） | 406        | [ 東京府統計 4 ]  |
| 1923年（大正12年） | 678        | [ 東京府統計 5 ]  |
| 1924年（大正13年） | 910        | [ 東京府統計 6 ]  |
| 1925年（大正14年） | 616        | [ 東京府統計 7 ]  |
| 1926年（昭和元年） | 1,137      | [ 東京府統計 8 ]  |
| 1927年（昭和02年） | 1,223      | [ 東京府統計 9 ]  |
| 1928年（昭和03年） | 1,628      | [ 東京府統計 10 ] |
| 1929年（昭和04年） | 1,497      | [ 東京府統計 11 ] |
| 1930年（昭和05年） | 950        | [ 東京府統計 12 ] |
| 1931年（昭和06年） | 926        | [ 東京府統計 13 ] |
| 1932年（昭和07年） | 1,153      | [ 東京府統計 14 ] |
| 1933年（昭和08年） | 1,302      | [ 東京府統計 15 ] |
| 1934年（昭和09年） | 1,381      | [ 東京府統計 16 ] |
| 1935年（昭和10年） | 1,430      | [ 東京府統計 17 ] |

### 年度別1日平均乗車人員（1956年 - 2000年）
| 年度               | 西武鉄道 | 西武鉄道 | 西武鉄道      | 都営地下鉄 | 出典              |
| 年度               | 池袋線   | 豊島線   | 西武 有楽町線 | 都営地下鉄 | 出典              |
| ------------------ | -------- | -------- | ------------- | ---------- | ----------------- |
| 1956年（昭和31年） | 11,350   |          | 未開業        | 未開業     | [ 東京都統計 1 ]  |
| 1957年（昭和32年） | 19,666   |          | 未開業        | 未開業     | [ 東京都統計 2 ]  |
| 1958年（昭和33年） | 13,725   | 177      | 未開業        | 未開業     | [ 東京都統計 3 ]  |
| 1959年（昭和34年） | 24,516   |          | 未開業        | 未開業     | [ 東京都統計 4 ]  |
| 1960年（昭和35年） | 16,554   | 218      | 未開業        | 未開業     | [ 東京都統計 5 ]  |
| 1961年（昭和36年） | 17,695   | 259      | 未開業        | 未開業     | [ 東京都統計 6 ]  |
| 1962年（昭和37年） | 19,025   | 262      | 未開業        | 未開業     | [ 東京都統計 7 ]  |
| 1963年（昭和38年） | 20,680   | 331      | 未開業        | 未開業     | [ 東京都統計 8 ]  |
| 1964年（昭和39年） | 22,566   | 327      | 未開業        | 未開業     | [ 東京都統計 9 ]  |
| 1965年（昭和40年） | 23,921   | 375      | 未開業        | 未開業     | [ 東京都統計 10 ] |
| 1966年（昭和41年） | 23,187   | 318      | 未開業        | 未開業     | [ 東京都統計 11 ] |
| 1967年（昭和42年） | 23,284   | 289      | 未開業        | 未開業     | [ 東京都統計 12 ] |
| 1968年（昭和43年） | 22,829   | 300      | 未開業        | 未開業     | [ 東京都統計 13 ] |
| 1969年（昭和44年） | 22,452   | 373      | 未開業        | 未開業     | [ 東京都統計 14 ] |
| 1970年（昭和45年） | 22,321   | 852      | 未開業        | 未開業     | [ 東京都統計 15 ] |
| 1971年（昭和46年） | 22,383   | 1,055    | 未開業        | 未開業     | [ 東京都統計 16 ] |
| 1972年（昭和47年） | 22,715   | 1,038    | 未開業        | 未開業     | [ 東京都統計 17 ] |
| 1973年（昭和48年） | 23,038   | 1,025    | 未開業        | 未開業     | [ 東京都統計 18 ] |
| 1974年（昭和49年） | 24,279   |          | 未開業        | 未開業     | [ 東京都統計 19 ] |
| 1975年（昭和50年） | 24,107   |          | 未開業        | 未開業     | [ 東京都統計 20 ] |
| 1976年（昭和51年） | 23,301   |          | 未開業        | 未開業     | [ 東京都統計 21 ] |
| 1977年（昭和52年） | 23,041   | 633      | 未開業        | 未開業     | [ 東京都統計 22 ] |
| 1978年（昭和53年） | 22,564   | 622      | 未開業        | 未開業     | [ 東京都統計 23 ] |
| 1979年（昭和54年） | 22,527   | 560      | 未開業        | 未開業     | [ 東京都統計 24 ] |
| 1980年（昭和55年） | 22,364   | 521      | 未開業        | 未開業     | [ 東京都統計 25 ] |
| 1981年（昭和56年） | 22,175   | 479      | 未開業        | 未開業     | [ 東京都統計 26 ] |
| 1982年（昭和57年） | 22,288   | 482      | 未開業        | 未開業     | [ 東京都統計 27 ] |
| 1983年（昭和58年） | 22,063   | 514      | 未開業        | 未開業     | [ 東京都統計 28 ] |
| 1984年（昭和59年） | 21,614   | 499      | 未開業        | 未開業     | [ 東京都統計 29 ] |
| 1985年（昭和60年） | 21,729   | 501      | 未開業        | 未開業     | [ 東京都統計 30 ] |
| 1986年（昭和61年） | 22,118   | 575      | 未開業        | 未開業     | [ 東京都統計 31 ] |
| 1987年（昭和62年） | 22,232   | 563      | 未開業        | 未開業     | [ 東京都統計 32 ] |
| 1988年（昭和63年） | 22,416   | 721      | 未開業        | 未開業     | [ 東京都統計 33 ] |
| 1989年（平成元年） | 22,416   | 773      | 未開業        | 未開業     | [ 東京都統計 34 ] |
| 1990年（平成02年） | 22,362   | 729      | 未開業        | 未開業     | [ 東京都統計 35 ] |
| 1991年（平成03年） | 24,546   | 661      | 未開業        | 8,566      | [ 東京都統計 36 ] |
| 1992年（平成04年） | 29,877   | 518      | 未開業        | 6,241      | [ 東京都統計 37 ] |
| 1993年（平成05年） | 30,721   | 510      | 未開業        | 11,512     | [ 東京都統計 38 ] |
| 1994年（平成06年） | 31,622   | 507      | [ 備考 4 ]    | 12,677     | [ 東京都統計 39 ] |
| 1995年（平成07年） | 31,795   | 481      | 3,820         | 13,790     | [ 東京都統計 40 ] |
| 1996年（平成08年） | 32,690   | 460      | 3,888         | 14,123     | [ 東京都統計 41 ] |
| 1997年（平成09年） | 32,852   | 425      | 4,052         | 15,619     | [ 東京都統計 42 ] |
| 1998年（平成10年） | 30,934   | 208      | 3,899         | 18,964     | [ 東京都統計 43 ] |
| 1999年（平成11年） | 30,615   | 205      | 3,617         | 19,355     | [ 東京都統計 44 ] |
| 2000年（平成12年） | 31,959   | 216      | 3,384         | 22,168     | [ 東京都統計 45 ] |

### 年度別1日平均乗車人員（2001年以降）
| 年度               | 西武鉄道 | 西武鉄道 | 西武鉄道      | 都営地下鉄 | 出典              |
| 年度               | 池袋線   | 豊島線   | 西武 有楽町線 | 都営地下鉄 | 出典              |
| ------------------ | -------- | -------- | ------------- | ---------- | ----------------- |
| 2001年（平成13年） | 35,090   | 222      | 3,173         | 27,715     | [ 東京都統計 46 ] |
| 2002年（平成14年） | 35,866   | 214      | 3,315         | 29,156     | [ 東京都統計 47 ] |
| 2003年（平成15年） | 37,708   | 224      | 3,566         | 30,989     | [ 東京都統計 48 ] |
| 2004年（平成16年） | 38,474   | 241      | 3,721         | 31,899     | [ 東京都統計 49 ] |
| 2005年（平成17年） | 39,414   | 249      | 3,866         | 32,855     | [ 東京都統計 50 ] |
| 2006年（平成18年） | 40,762   | 260      | 4,008         | 34,030     | [ 東京都統計 51 ] |
| 2007年（平成19年） | 42,489   | 333      | 4,757         | 36,293     | [ 東京都統計 52 ] |
| 2008年（平成20年） | 42,786   | 356      | 6,532         | 35,636     | [ 東京都統計 53 ] |
| 2009年（平成21年） | 42,926   | 370      | 7,110         | 35,124     | [ 東京都統計 54 ] |
| 2010年（平成22年） | 42,542   | 340      | 10,901        | 35,268     | [ 東京都統計 55 ] |
| 2011年（平成23年） | 42,273   | 339      | 11,475        | 34,671     | [ 東京都統計 56 ] |
| 2012年（平成24年） | 42,992   | 364      | 12,934        | 35,765     | [ 東京都統計 57 ] |
| 2013年（平成25年） | 43,739   | 369      | 14,550        | 36,555     | [ 東京都統計 58 ] |
| 2014年（平成26年） | 44,468   | 389      | 15,299        | 37,149     | [ 東京都統計 59 ] |
| 2015年（平成27年） | 45,656   | 407      | 16,057        | 38,356     | [ 東京都統計 60 ] |
| 2016年（平成28年） | 46,553   | 414      | 16,312        | 39,212     | [ 東京都統計 61 ] |
| 2017年（平成29年） | 47,296   | 408      | 17,101        | 40,128     | [ 東京都統計 62 ] |
| 2018年（平成30年） | 47,625   | 433      | 17,712        | 40,735     | [ 東京都統計 63 ] |
| 2019年（令和元年） | 47,869   | 413      | 17,885        | 41,313     | [ 東京都統計 64 ] |
| 2020年（令和02年） |          |          |               | 31,326     |                   |
| 2021年（令和03年） |          |          |               | 32,368     |                   |
| 2022年（令和04年） |          |          |               | 34,840     |                   |
| 2023年（令和05年） |          |          |               | 37,341     |                   |

備考
1. ↑  1915年4月15日、池袋線開業。
2. ↑  1927年10月15日、豊島線開業。
3. ↑  1991年12月10日開業。開業日から1992年3月31日までの計113日間を集計したデータ。
4. ↑  1994年12月6日、西武有楽町線開業。

## 駅周辺

### 高架下
- 西友 練馬店[10]
- プラザときわ

### 北口

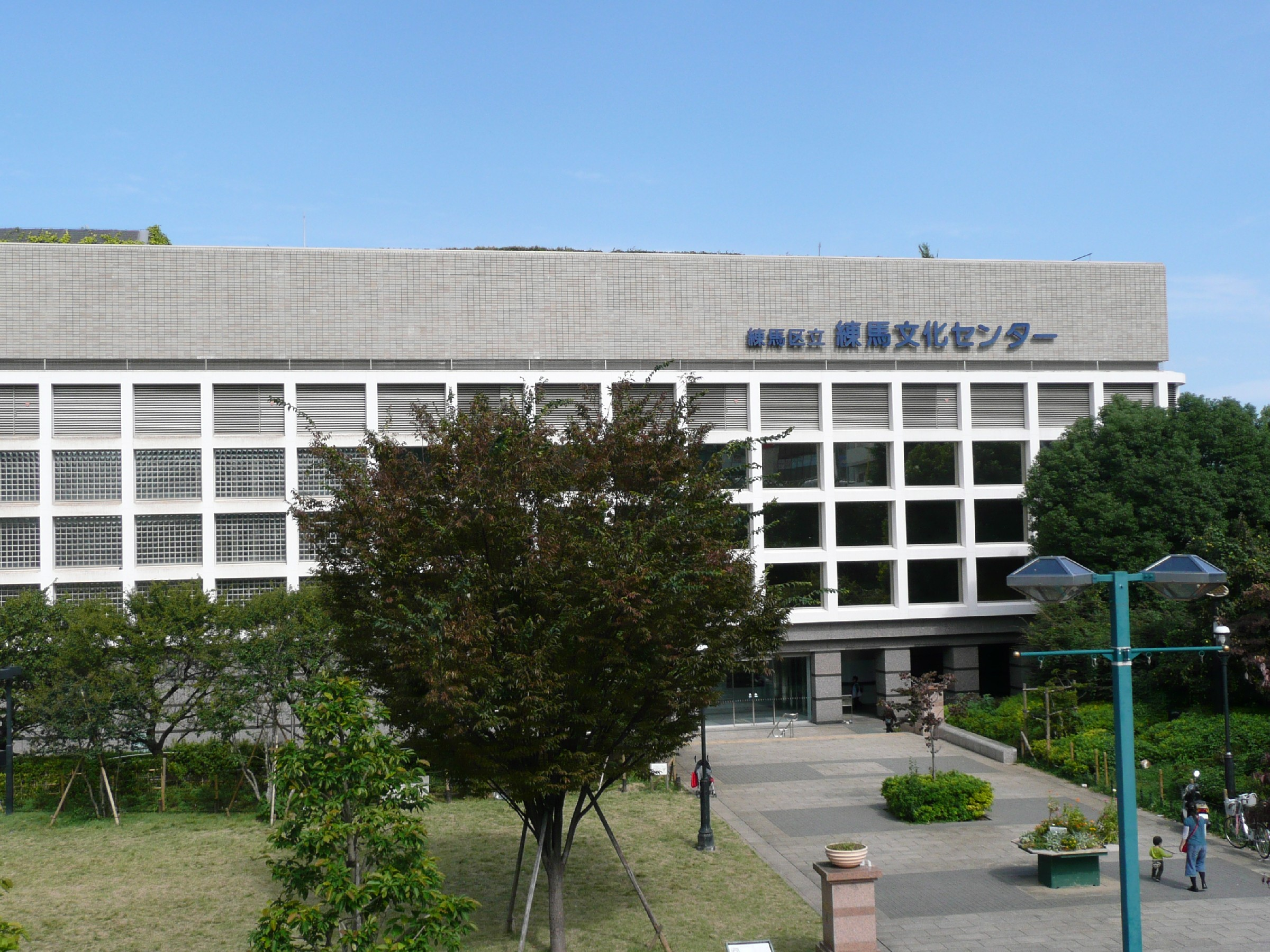
練馬文化センター

1920年から1970年まで、駅前に鐘淵紡績練馬工場があった。その跡地は更地を経て練馬文化センターやロータリーなどに転用されている。
- 練馬区立練馬文化センター
- 練馬駅北口地下駐車場
- ねりまタウンサイクル練馬
- 練馬総合運動場
- 広徳寺
- 練馬区立南町小学校
- 練馬区立開進第二中学校
- ココネリ（Coconeri）

### 中央口・南口
千川通りに面しており、駅周辺には飲食店などの商店が多く立地し、商業集積地となっている。
- 練馬区役所
  - 練馬区民事務所
  - 練馬区防災センター
  - 練馬総合福祉事務所
  - 練馬区区民相談所
  - 練馬区保健所
- 練馬区立練馬公民館・練馬区立練馬図書館
- 豊玉すこやかセンター
  - 練馬区豊玉保健相談所
- 警視庁練馬警察署 - 1980年代後半に改築工事を行った際は、北口前にプレハブ造りの仮庁舎が設置されていた。
- 東京消防庁練馬消防署
- 東京都練馬都税事務所
- 東京都水道局練馬営業所
- 練馬郵便局
  - ゆうちょ銀行練馬店
- 三井住友銀行練馬支店・氷川台支店（店舗内店舗）
- 三菱UFJ銀行練馬支店・練馬駅前支店・練馬光が丘支店・江古田支店（店舗内店舗）
- りそな銀行練馬支店
- 巣鴨信用金庫練馬支店
- 練馬駅前商店街
- オオゼキ練馬店

## バス路線
かつては南口の千川通りから路線バスが発着していた。2003年に北口ロータリーが完成してからは、都営バス新江62系統入庫便（2013年3月31日廃止）が南口発着となっていたほかは、すべて北口ターミナルが起・終点となった。
関越自動車道を走行する高速バスの停留所は南口から徒歩約5分程にある目白通り上の「練馬区役所前」バス停に併設されており、高速バスの案内では練馬駅（練馬区役所前）となっている。下りは乗車専用、上りは降車専用である。なお、利用者向けの待合室や公衆電話などは設置されていない。

### 北口ロータリー発着
| のりば | 運行事業者                            | 系統・行先                                                             | 備考                                                               |
| ------ | ------------------------------------- | ---------------------------------------------------------------------- | ------------------------------------------------------------------ |
| 1      | 都営バス                              | 白61：新宿駅西口                                                       |                                                                    |
| 1      | 国際興業バス                          | 赤01：赤羽駅西口 練95：練馬北町車庫                                    |                                                                    |
| 1      | みどりバス （練馬区コミュニティバス） | 氷川台ルート：練馬光が丘病院 / 練馬北町車庫循環                        |                                                                    |
| 2      | 京王バス                              | 中92：中野駅南口 / 南蔵院                                              | 南蔵院行は深夜バス                                                 |
| 3      | 西武バス                              | 練41：南田中車庫 練42：成増町                                          |                                                                    |
| 4      | 西武バス                              | 練43：南田中車庫 練47：成増駅南口 練48：新江古田駅 / 大泉学園駅北口    | 「練48」（練48-1）の新江古田駅行は土曜のみ運行                     |
| 5      | 関東バス                              | 荻07：荻窪駅 中03：中野駅 練21：江古田の森 練22：南蔵院循環 丸山営業所 | 「練21」は平日朝夕のみ運行                                         |
| 6      | 関東バス                              | 高10・高60：高円寺駅                                                   | 「高10」は平日朝1本のみ運行 「高60」の最終便は高円寺駅南口まで運行 |
| 6      | 関東バス・豊鉄バス                    | 田原駅前行（新宿・豊橋エクスプレス ほの国号）                          |                                                                    |

### 南口発着
- 国際興業バス
  - 終着
- 西武バス
  - 降車専用（北口での降車も可能）
- 関東バス
  - 荻07：降車専用（北口での降車も可能）
- 京王バス
  - 降車専用（北口での降車も可能）

西武バスはこの他、千川通り西行（駅西口近く）に練馬駅前通り停留所があり、北口ロータリー3・4番のりば発の全ての系統（練48-1の新江古田駅行を除く）が経由する。

### 練馬駅（練馬区役所前）発着
| 運行事業者                       | 路線・行先                                                            | 備考                                                           |
| -------------------------------- | --------------------------------------------------------------------- | -------------------------------------------------------------- |
| 西武バス・越後交通・新潟交通     | 新宿・池袋・大宮 - 長岡・新潟線                                       |                                                                |
| 西武バス・越後交通・頸城自動車   | 新宿・池袋 - 上越（直江津）線                                         |                                                                |
| 西武バス・富山地方鉄道           | 新宿・池袋 - 富山・高岡・氷見線                                       |                                                                |
| 京王バス・アルピコ交通・長電バス | 新宿・池袋 - 長野線                                                   |                                                                |
| 西武バス・西武観光バス・千曲バス | 池袋 - 軽井沢・佐久・小諸・上田線                                     |                                                                |
| 西武観光バス                     | 池袋 - 苗場スキー場線（苗場ホワイトスノーシャトル）                   | 冬季のみ運行                                                   |
| JRバス関東                       | 東京・新宿 - 伊香保・草津温泉線（上州ゆめぐり号） 新宿 - 佐久・小諸線 |                                                                |
| JRバス関東・群馬中央バス         | 新宿 - 本庄・伊勢崎・前橋駒形線                                       |                                                                |
| 日本中央バス                     | 前橋・高崎 - 新宿・秋葉原線                                           |                                                                |
| 関越交通                         | 湯けむりライナー みなかみ温泉号：新宿 - 水上線                        | 季節運行                                                       |
| 関越交通                         | 尾瀬号：新宿・川越 - 尾瀬線                                           | 季節運行                                                       |
| 東京空港交通                     | 羽田空港                                                              | 練馬区役所の反対側に停車する。（東京方面高速バス降車場と同じ） |

この他、同停留所には一般路線バスも発着するが、ここでは割愛する。

## 隣の駅
西武鉄道

 西武池袋線
- □S-TRAIN一部停車駅（平日下りのみ、降車専用）
- ■特急（臨時）「ちちぶ」「ドーム（ローズエクスプレス）」停車駅（「ドーム」は池袋 - 当駅間および当駅 - 所沢間の利用は不可）

■快速急行 (西武池袋着)※西武池袋発の快速急行は定期運用にはない・■急行・■通勤急行
通過
■Fライナー快速急行
(西武有楽町線) - 練馬駅 (SI06) - 石神井公園駅 (SI10)
■快速・■準急 (一部は西武有楽町線直通)
池袋駅 (SI01) - 練馬駅 (SI06) - 石神井公園駅 (SI10)
■通勤準急
池袋駅 (SI01) - 練馬駅 (SI06) - 大泉学園駅 (SI11)
■各駅停車 (一部は西武有楽町線又は豊島線直通)
桜台駅 (SI05) - 練馬駅 (SI06) - 中村橋駅 (SI07)
 豊島線
■各駅停車
(池袋線) - 練馬駅 (SI06) - 豊島園駅 (SI39)
 西武有楽町線
■快速急行
小竹向原駅 (SI37) - 練馬駅 (SI06) - (池袋線)
■快速・■準急・■各駅停車
新桜台駅 (SI38) - 練馬駅(SI06) - (池袋線)
東京都交通局（都営地下鉄）
 都営大江戸線
新江古田駅 (E 34) - 練馬駅 (E 35) - 豊島園駅 (E 36)